# Neorealismus (umění)
Neorealismus je umělecký směr, který vznikl na počátku 20. století a zahrnuje mnoho, někdy až protikladných tendencí. Tento směr se nejvíce prosadil v Itálii, kde byl patrný obzvláště v literatuře a filmu po druhé světové válce.

## Hlavní znaky
Autorem pojmu „neorealismus“ je Antonio Gramsci, který ho definoval jako „nonkonformní, kritický postoj k italskému fašismu“. To je značně široký pojem, proto lze tvrdit, že s tímto směrem bývá spojován kdekterý italský antifašista, což samozřejmě vyvolává problémy při jakékoliv snaze tento směr blíže specifikovat.
Filosofie neorealismu vychází z předpokladu, že lze ztotožnit předmět poznání s poznáním jako takovým. Tuto teorii se někdy pokoušeli dotáhnout do opravdových extrémů, takže díla přestávala být srozumitelná. V Itálii, především v 50. letech, kde byl neorealismus nejsilnější, tento směr směřoval až k realistickému dokumentu, který měl zobrazit skutečnou situaci. Jednalo se o reakci na italský fašismus a uvědomění si nutnosti morální obrody v Itálii. Tito umělci pak zaměřili svůj zájem především na obyčejného člověka.